# Spencer Pratt
Spencer William Pratt (Los Ángeles, California; 14 de agosto de 1983) es una celebridad estadounidense conocido por su papel en MTV, en The Hills junto con su esposa Heidi Montag. Es el hermano mayor de Stephanie Pratt, que aparece también en The Hills. En julio de 2010, Montag había pedido el divorcio, citando diferencias irreconciliables. Sin embargo, en octubre de 2010, el divorcio fue cancelado.

## Carrera

### Reality show
Pratt apareció por primera vez en televisión en 2005 en la serie The Princes of Malibu. Pratt también fue el creador y productor ejecutivo de la serie, actuó en el papel de "manager/publicista/agente/estilista" con la estrella Brody Jenner.  La amistad de Pratt lo llevó a obtener su papel en la serie The Hills en 2006. La relación de Pratt con Heidi Montag fue detallada en la serie, junto con la tensión que causaba entre Montag y la estrella Lauren Conrad.
En abril de 2009, Pratt y Montag se unieron al elenco del programa I'm a Celebrity... Get Me out of Here!. Su comportamiento en el programa fue criticado por ser infantil y egocéntrico, y nublado por la controversia después que la hermana de Pratt, Stephanie dijo que NBC sometió a la pareja a la tortura (algo que la pareja luego negó). Después de cuatro días, renunciaron el programa. La pareja luego cambió de opinión y regresaron al programa después de completar un desafío. Sin embargo, tuvieron que dejar el programa de nuevo poco después de regresar ya que Montag tuvo que ser hospitalizada debido a una úlcera péptica.
En noviembre de 2010, las finanzas de Pratt estaban en desorden y fue obligado a declararse en quiebra, por lo que en junio del año 2016 , intentó llamar la atención de los medios, afirmando que Lady Gaga era un fraude, y así resurgir su vida como actor.

## Vida personal
Era amigo personal de Mary-Kate y Ashley Olsen. Tras el fiasco de la relación entre Deryck Whibley y Mary-Kate en 2002, Pratt (conocedor total de lo ocurrido) decidió vender una foto de ella borracha acompañada por él mismo y por Whibley en 2002. La vendió en 2004 por 50 mil dólares y aseguró estar completamente orgulloso de ello ya que Olsen era una inmadura y engreída. Whibley respondió con "I'm Not The One", perteneciente a su tercer disco, Chuck, para agradecerle su apoyo ya que siempre apoyó a Whibley.
En 2006, Pratt comenzó a salir con Heidi Montag, dando como resultado el fin de la relación de Montag con Lauren Conrad por razones desconocidas. En mayo de 2007, Heidi y Spencer anunciaron su compromiso. Durante el último episodio de The Hills en diciembre de 2007, la pareja terminó su compromiso. Durante el programa de radio de Ryan Seacrest, Pratt dijo que estaba locamente enamorado de Montag y estaba tratando de recuperarla. El 20 de noviembre de 2008, Heidi y Spencer tuvieron una ceremonia de quince minutos en México sin la familia presente. Montag y Pratt se casaron una segunda vez el 25 de abril de 2009 en Pasadena, California.
Pratt fue bautizado por Stephen Baldwin durante su estadía en el programa I'm a Celebrity... Get Me out of Here!.
En julio de 2009, Pratt y su esposa Heidi expresaron públicamente que creen que los atentados del 11 de septiembre de 2001 fueron un trabajo interno. Pratt se comprometió a utilizar su estado de celebridad para educar al público acerca de la conspiración del Nuevo Orden Mundial.
El 8 de junio de 2010, Montag solicitó la separación legal de Pratt, enumerando diferencias irreconciliables como la razón de su separación. Originalmente, la separación de la pareja se pensaba que era un truco publicitario. Sin embargo, Spencer luego confirmó que mientras la pareja estaba en términos amigables, la ruptura no era falsa. En una entrevista con People, Pratt dijo, "Ella cree en la prensa mala. No hay manera que mi amor por la fama y su amor por los cachorros funcionará. Ella quiere ir de excursión y pasar el rato y estar más tranquila." Sin embargo, la pareja canceló el divorcio en septiembre de 2010, diciendo, "Estamos juntos tratando de hacer las cosas bien. Nos amamos y nos dimos cuenta que queremos pasar el resto de nuestras vidas juntos." Su hijo, Gunner Stone, nació el 1 de octubre de 2017. En junio de 2022 la pareja confirmó que esperaban su segundo hijo. El 17 de noviembre de 2022 nació su segundo hijo.